# Okazaki (Aiči)
Okazaki (japonsky: 岡崎市; Okazaki-ši) je město nacházející se v prefektuře Aiči (愛知県, Aiči-ken) na japonském ostrově Honšú (本州).

## Historie
Město Okazaki bylo založeno 1. července 1916. Dne 1. ledna 2006 se k Okazaki připojilo sousední město Nukata (額田町; -čó). Okazaki má bohatou historii, je známé jako rodiště Tokugawy Iejasu (徳川家康), zakladatele šógunátu Tokugawa (徳川幕府, Tokugawa Bakufu), vojenské vlády, která trvala od roku 1600 až do reforem Meidži (明治維新, Meidži išin) v roce 1868.

## Jazyk
V oblasti se hovoří nářečím Mikawa-ben (三河弁), které se ale téměř neliší od spisovné japonštiny. Zato již například v blízké Nagoji, kde se používá dialekt Nagoja-ben (名古屋弁), jsou rozdíly oproti spisovné japonštině občas znát.

## Lidé
Podle odhadu z roku 2005 žije v Okazaki téměř 360 000 obyvatel, z toho asi 10 000 cizinců. Průměrná hustota osídlení je 1 566 obyvatel na kilometr čtvereční.

## Partnerská města
- Chöch chot, Čína
- Newport Beach, Kalifornie, Spojené státy americké
- Uddevalla, Švédsko